# Gandanameno purcelli
Espèce
Synonymes
- Eresus purcelli Tucker, 1920

Gandanameno purcelli est une espèce d'araignées aranéomorphes de la famille des Eresidae.

## Distribution
Cette espèce est endémique d'Afrique du Sud.

## Description
La femelle holotype mesure 17,5 mm.

## Étymologie
Cette espèce est nommée en l'honneur de William Frederick Purcell.

## Publication originale
- Tucker, 1920 : Contributions to the South African Arachnid Fauna. II. On some new South African spiders of the families Barychelidae, Dipluridae, Eresidae, Zodariidae, Heracliidae, Urocteidae, Clubionidae. Annals of the South African Museum, vol. 17, p. 439-488 (texte intégral).